# مایکل رش
مایکل رُش (انگلیسی: Michael Roesch؛ زادهٔ ۲۴ آوریل ۱۹۷۴) یک کارگردان، فیلم‌نامه‌نویس و تهیه‌کننده فیلم اهل کانادا است.
او همکاری نزدیکی با فیلم‌ساز کانادایی، «پیتر شیرر» داشته است.
از فیلم‌ها یا مجموعه‌های تلویزیونی که وی در آن‌ها نقش داشته است می‌توان به فار کرای، تنها در تاریکی، تنها در تاریکی ۲، خون رینی و به نام پادشاه: داستان محاصره سیاه‌چاله اشاره نمود.